# Giro d'Itàlia de 1951
El Giro d'Itàlia de 1951 fou la trenta-quatrena edició del Giro d'Itàlia i es disputà entre el 19 de maig i el 10 de juny de 1951, amb un recorregut de 4.153 km distribuïts en 20 etapes, dues d'elles contrarellotge individual. 98 ciclistes hi van prendre part, acabant-la 75 d'ells. La sortida i arribada es feu a Milà.

## Història
Per primera vegada el Giro finalitza una etapa a San Marino i una altra a Suïssa, país per on sí que s'havia passat, però no com a inici i final d'etapa. Per darrera vegada s'entrega la maglia negra, símbol del darrer classificat de la general.
Fiorenzo Magni s'adjudicà el segon Giro d'Itàlia, sent acompanyat al podi pel belga Rik van Steenbergen i el suís Ferdi Kübler. El francès Louison Bobet guanyà la classificació de la muntanya.

## Equips
En aquesta edició hi van prendre part 14 equips integrats per set ciclistes cadascun, per formar un gran grup de 98 ciclistes.
| Núm   | Codi | Equip      |
| ----- | ---- | ---------- |
| 1-7   | GAN  | Ganna      |
| 8-14  | BEN  | Benotto    |
| 15-21 | BIA  | Bianchi    |
| 22-28 | FRE  | Fréjus     |
| 29-35 | ARB  | Arbos      |
| 36-42 | BOT  | Bottecchia |
| 43-49 | TAU  | Taurea     |

| Núm   | Codi | Equip      |
| ----- | ---- | ---------- |
| 50-56 | LEG  | Legnano    |
| 57-63 | ATA  | Atala      |
| 64-70 | BAR  | Bartali    |
| 71-77 | STU  | Stucchi    |
| 78-84 | GUE  | Guerra     |
| 85-91 | WIL  | Wilier     |
| 92-98 | GIR  | Girardengo |

## Etapes
| Etapa | Data       | Recorregut                  | Km  | Vencedor d'etapa          | Líder de la general       |
| ----- | ---------- | --------------------------- | --- | ------------------------- | ------------------------- |
| 1a    | 19 de maig | Milà – Torí                 | 202 | Rik van Steenbergen (BEL) | Rik van Steenbergen (BEL) |
| 2a    | 20 de maig | Torí - Alassio              | 202 | Antonio Bevilacqua (ITA)  | Fiorenzo Magni (ITA)      |
| 3a    | 21 de maig | Alassio - Gènova            | 252 | Rodolfo Falzoni (ITA)     | Fiorenzo Magni (ITA)      |
| 4a    | 22 de maig | Gènova - Florència          | 265 | Guido de Santi (ITA)      | Fiorenzo Magni (ITA)      |
| 5a    | 23 de maig | Florència - Perusa          | 192 | Pietro Giudici (ITA)      | Fritz Schär (SUI)         |
| 6a    | 25 de maig | Perusa - Terni (CRI)        | 81  | Fausto Coppi (ITA)        | Fritz Schär (SUI)         |
| 7a    | 26 de maig | Terni - Roma                | 290 | Angelo Menon (ITA)        | Rik van Steenbergen (BEL) |
| 8a    | 27 de maig | Roma - Nàpols               | 234 | Luigi Casola (ITA)        | Fiorenzo Magni (ITA)      |
| 9a    | 28 de maig | Nàpols - Foggia             | 181 | Giovanni Corrieri (ITA)   | Fiorenzo Magni (ITA)      |
| 10a   | 29 de maig | Foggia - Pescara            | 311 | Giuseppe Minardi (ITA)    | Fiorenzo Magni (ITA)      |
| 11a   | 31 de maig | Pescara - Rímini            | 246 | Serafino Biagioni (ITA)   | Fiorenzo Magni (ITA)      |
| 12a   | 1 de juny  | Rímini - San Marino (CRI)   | 24  | Giancarlo Astrua (ITA)    | Giancarlo Astrua (ITA)    |
| 13a   | 2 de juny  | Rímini - Bolonya            | 249 | Luciano Maggini (ITA)     | Rik van Steenbergen (BEL) |
| 14a   | 3 de juny  | Bolonya - Brescia           | 220 | Adolfo Leoni (ITA)        | Rik van Steenbergen (BEL) |
| 15a   | 4 de juny  | Brescia - Venècia           | 188 | Rik van Steenbergen (BEL) | Rik van Steenbergen (BEL) |
| 16a   | 5 de juny  | Venècia - Trieste           | 182 | Luciano Frosini (ITA)     | Rik van Steenbergen (BEL) |
| 17a   | 7 de juny  | Trieste - Cortina d'Ampezzo | 255 | Louis Bobet (FRA)         | Rik van Steenbergen (BEL) |
| 18a   | 8 de juny  | Cortina d'Ampezzo - Bolzano | 242 | Fausto Coppi (ITA)        | Fiorenzo Magni (ITA)      |
| 19a   | 9 de juny  | Bolzano - Sankt Moritz      | 165 | Hugo Koblet (SUI)         | Fiorenzo Magni (ITA)      |
| 20a   | 10 de juny | Sankt Moritz - Milà         | 242 | Antonio Bevilacqua (ITA)  | Fiorenzo Magni (ITA)      |

## Classificacions finals

### Classificació general
| Classificació General                 | Classificació General     | Classificació General | Classificació General |
| Pos.                                  | Ciclista                  | Equip                 | Temps                 |
| ------------------------------------- | ------------------------- | --------------------- | --------------------- |
| 1                                     | Fiorenzo Magni (ITA)      | Ganna                 | 121h 11' 37"          |
| 2                                     | Rik van Steenbergen (BEL) | Girardengo            | + 01' 46"             |
| 3                                     | Ferdi Kübler (SUI)        | Fréjus                | + 02' 36"             |
| 4                                     | Fausto Coppi (ITA)        | Bianchi               | + 04' 04"             |
| 5                                     | Giancarlo Astrua (ITA)    | Taurea                | + 04' 07"             |
| 6                                     | Hugo Koblet (SUI)         | Guerra                | + 06' 05"             |
| 7                                     | Louis Bobet (FRA)         | Bottecchia            | + 09' 45"             |
| 8                                     | Arrigo Padovan (ITA)      | Atala                 | + 14' 41"             |
| 9                                     | Vincenzo Rossello (ITA)   | Taurea                | + 14' 49"             |
| 10                                    | Gino Bartali (ITA)        | Bartali               | + 21' 12"             |
| 98 participants, 75 acabaren la cursa |                           |                       |                       |

### Classificació de la muntanya
|   | Ciclista              | Equip   | Punts |
| - | --------------------- | ------- | ----- |
| 1 | Louis Bobet (FRA)     | Guerra  | --    |
| 2 | Fausto Coppi (ITA)    | Bartali | --    |
| 3 | Alfredo Pasotti (ITA) | Taurea  | --    |